# تمساح تنگ‌گردن آفریقایی
تمساح تنگ‌گردن آفریقایی (نام علمی: Mecistops cataphractus) نام یک گونه از تیرهٔ تمساحان است.